# Ludolfus Jozef Brems
Ludolfus Jozef Brems o. praem. (Testelt, 7 augustus 1870 - Testelt, 5 april 1958) was een bisschop en apostolisch vicaris van Denemarken.
Jozef Brems werd geboren op de Haneberg in Testelt. In 1871 verhuisde het gezin Brems naar Herk-de-Stad. Na de middelbare school trad Brems in bij de Norbertijnen van Averbode, waar hij de kloosternaam Ludolfus kreeg. Hij studeerde theologie en werd op 9 maart 1895 priester gewijd door kardinaal Benedetto Lorenzelli. Daarna werkte hij als missionaris in verschillende parochies in Noord-Duitsland en Denemarken. In Vejle (Jutland) stichtte hij in 1904 de Sint-Norbertusparochie, die tot vandaag bediend wordt vanuit Averbode.
Op 10 oktober 1922 benoemde paus Pius XI hem tot titulair bisschop van Roskilde en vertrouwde hem het ambt van apostolisch vicaris van Denemarken toe. Op 25 januari 1923 werd hij door kardinaal Désiré-Joseph Mercier, aartsbisschop van Mechelen, tot bisschop gewijd. Co-consecrators waren Thomas Heylen o.praem, bisschop van Namen, en Arnold Diepen, bisschop van 's-Hertogenbosch. In zijn ambtstermijn was hij medeconsecrator van Charles Alphonse Armand Vanuytven o.praem., titulair bisschop van Megara (apostolisch vicaris van Buta (Belgisch Congo)), en van Georges Désiré Raeymaeckers o. praem., titulair bisschop van Mariamne (apostolisch vicaris van Boeto (Belgisch Congo)).
In 1938 ging hij met emeritaat. Hij verbleef nadien een tijdlang in een nonnenklooster in Chênée en verhuisde na de Tweede Wereldoorlog naar zijn geboortedorp Testelt, waar hij overleed op 5 april 1958. Zijn graf bevindt zich op het kloosterkerkhof in Averbode.
- Gemeinsame Normdatei: 1123983798
- International Standard Name Identifier: 0000 0003 9665 6436
- Nederlandse Thesaurus van Auteursnamen: 071559256
- Virtual International Authority File: 291590738
- WorldCat: E39PBJp64tkVfPXJVRgxWJxVYP